# Dalsjön, Lappland
Dalsjön är en sjö i Åsele kommun i Lappland och ingår i Gideälvens huvudavrinningsområde. Sjön har en area på 0,28 kvadratkilometer och ligger 388 meter över havet. Sjön avvattnas av vattendraget Oxvattenbäcken.

## Delavrinningsområde
Dalsjön ingår i det delavrinningsområde (711192-159352) som SMHI kallar för Utloppet av Dalsjön. Medelhöjden är 440 meter över havet och ytan är 4,61 kvadratkilometer. Det finns inga avrinningsområden uppströms utan avrinningsområdet är högsta punkten. Oxvattenbäcken som avvattnar avrinningsområdet har biflödesordning 3, vilket innebär att vattnet flödar genom totalt 3 vattendrag innan det når havet efter 143 kilometer. Avrinningsområdet består mestadels av skog (69 procent) och sankmarker (15 procent). Avrinningsområdet har 0,28 kvadratkilometer vattenytor vilket ger det en sjöprocent på 6,1 procent.